# St. Johannes der Täufer (Breitbrunn am Ammersee)

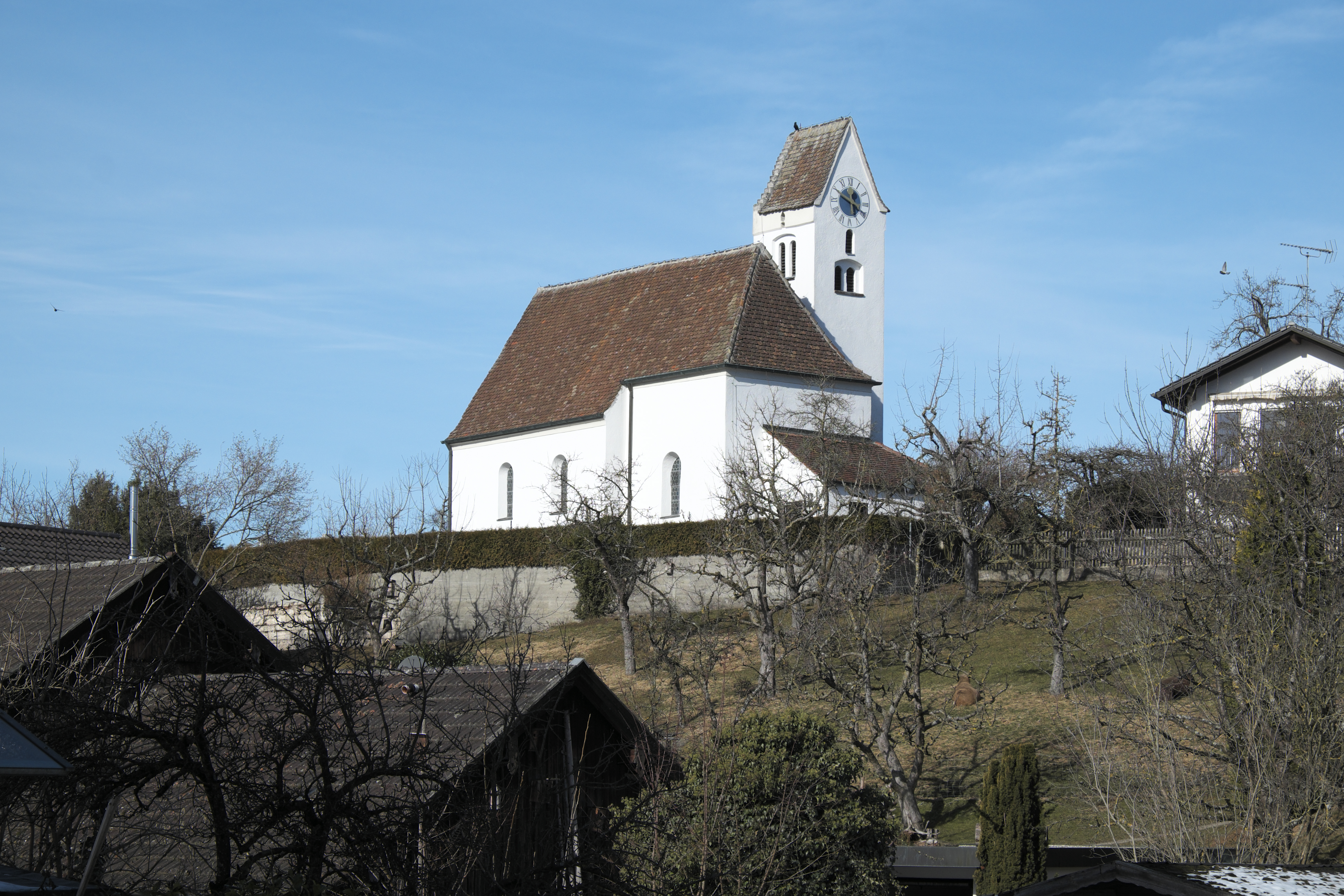
Alte Pfarrkirche St. Johannes der Täufer

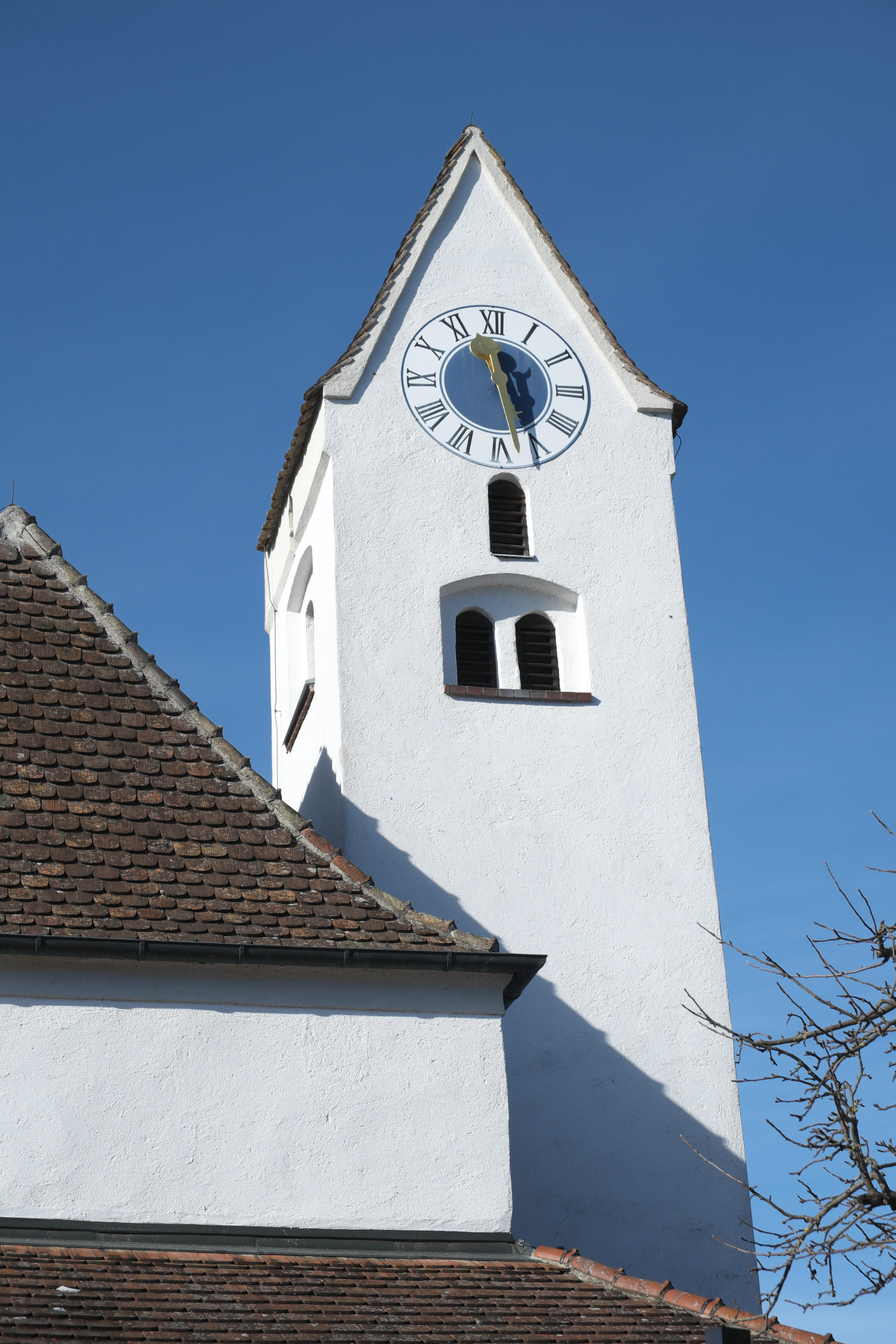
Glockenturm

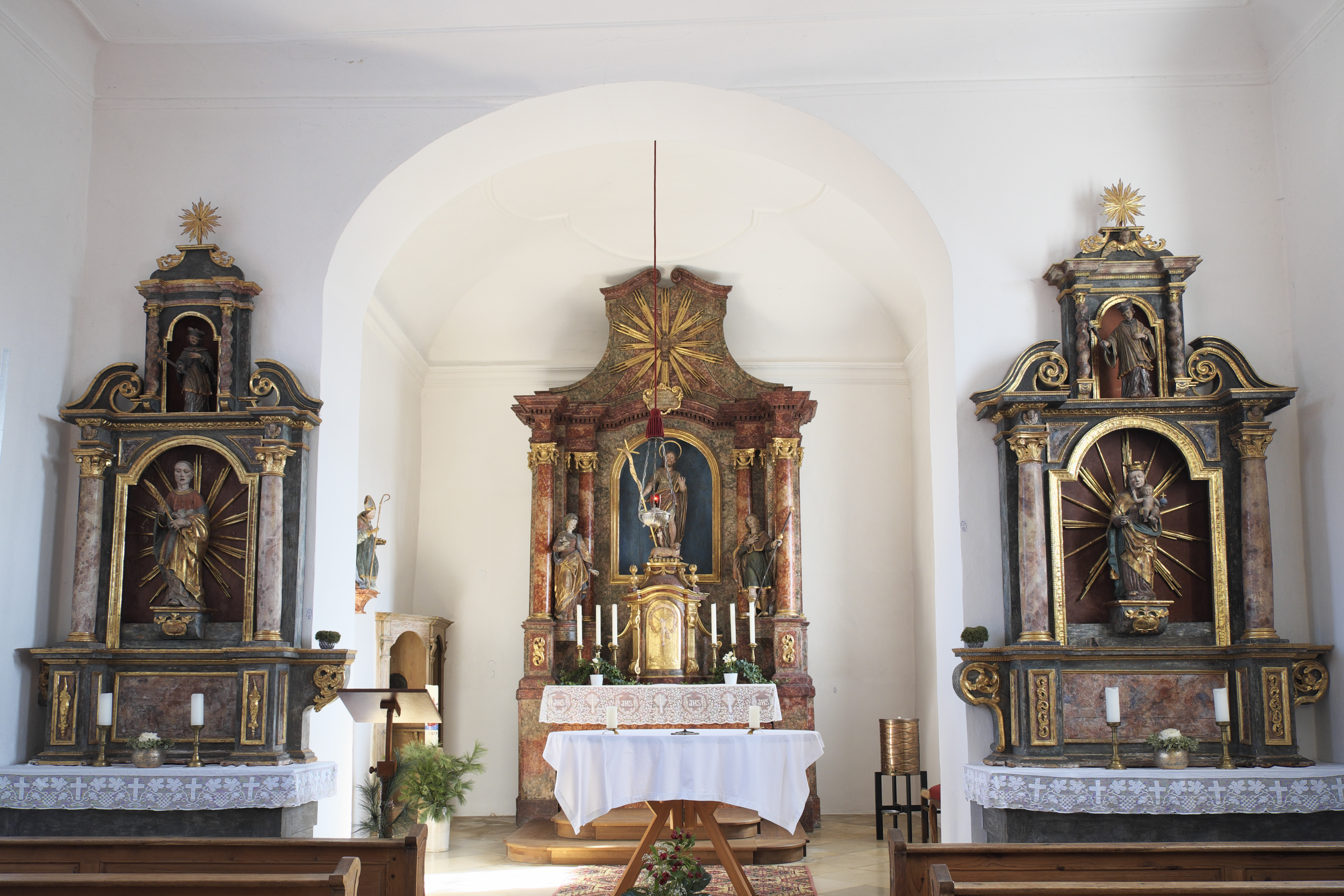
Altäre

Die alte katholische Pfarrkirche St. Johannes der Täufer in Breitbrunn am Ammersee, einem Ortsteil der Gemeinde Herrsching am Ammersee im oberbayerischen Landkreis Starnberg, wurde vermutlich im 13. Jahrhundert im Stil der Gotik errichtet. Bis zur Weihe der neuen Kirche Zum Heiligen Geist im Jahr 1971 diente sie als Pfarrkirche. Der hoch über dem Ort gelegene Tuffsteinbau gehört zu den geschützten Baudenkmälern in Bayern.

## Geschichte
Erste Belege für die Kirche von „Braitenbrun“ finden sich in Urkunden aus den Jahren 1266 und 1268. Auf die Kirche des 13. Jahrhunderts geht vermutlich noch der Chor zurück. Das Langhaus und der Glockenturm entstanden wohl im 16. Jahrhundert. Das ursprüngliche Portal an der Südseite wurde Ende des 17. oder zu Beginn des 18. Jahrhunderts vermauert und durch ein Portal an der Westfassade ersetzt, das in ein wahrscheinlich nach Norden und Süden offenes Vorzeichen integriert wurde. Die Nische an der Westseite gegenüber dem Portal diente bis ins 20. Jahrhundert als Beinhaus.
Bei einer größeren Renovierung 1969/70 wurden die Grundmauern abgedichtet und neue Dachziegel angebracht. Im Jahr 2006 wurde der Glockenstuhl erneuert und die Treppe ausgetauscht. Bereits im Jahr 2015 wurden weitere Schäden am Dachstuhl festgestellt, die im Jahr 2025 durch eine Renovierung behoben werden sollen. Die Kosten von 80.000 Euro trägt zu großen Teilen das Bistum Augsburg.

## Architektur
Im nördlichen Chorwinkel steht der mit einem Satteldach gedeckte Glockenturm. Er ist wie der Chor aus kleinen Tuffquadern errichtet, sein verputztes Mauerwerk weist keinerlei Gliederung auf. Im Glockengeschoss sind auf drei Seiten von einem Segmentbogen gerahmte Nischen mit gekuppelten Klangarkaden eingeschnitten.
Das einschiffige Langhaus besteht aus zwei Achsen und ist flachgedeckt. Der eingezogene, gerade geschlossene Chor besitzt ein Tonnengewölbe.

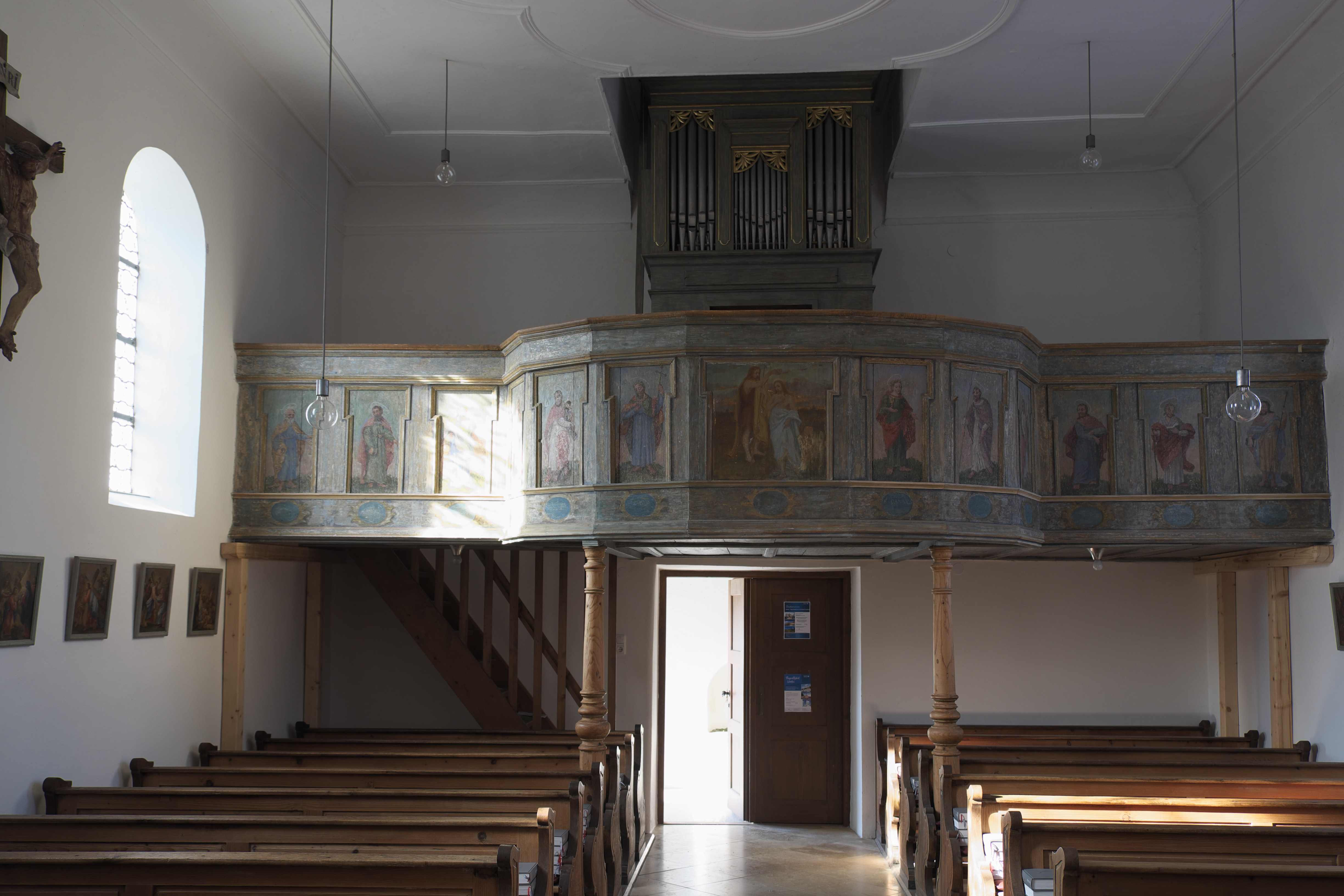
Empore

## Empore

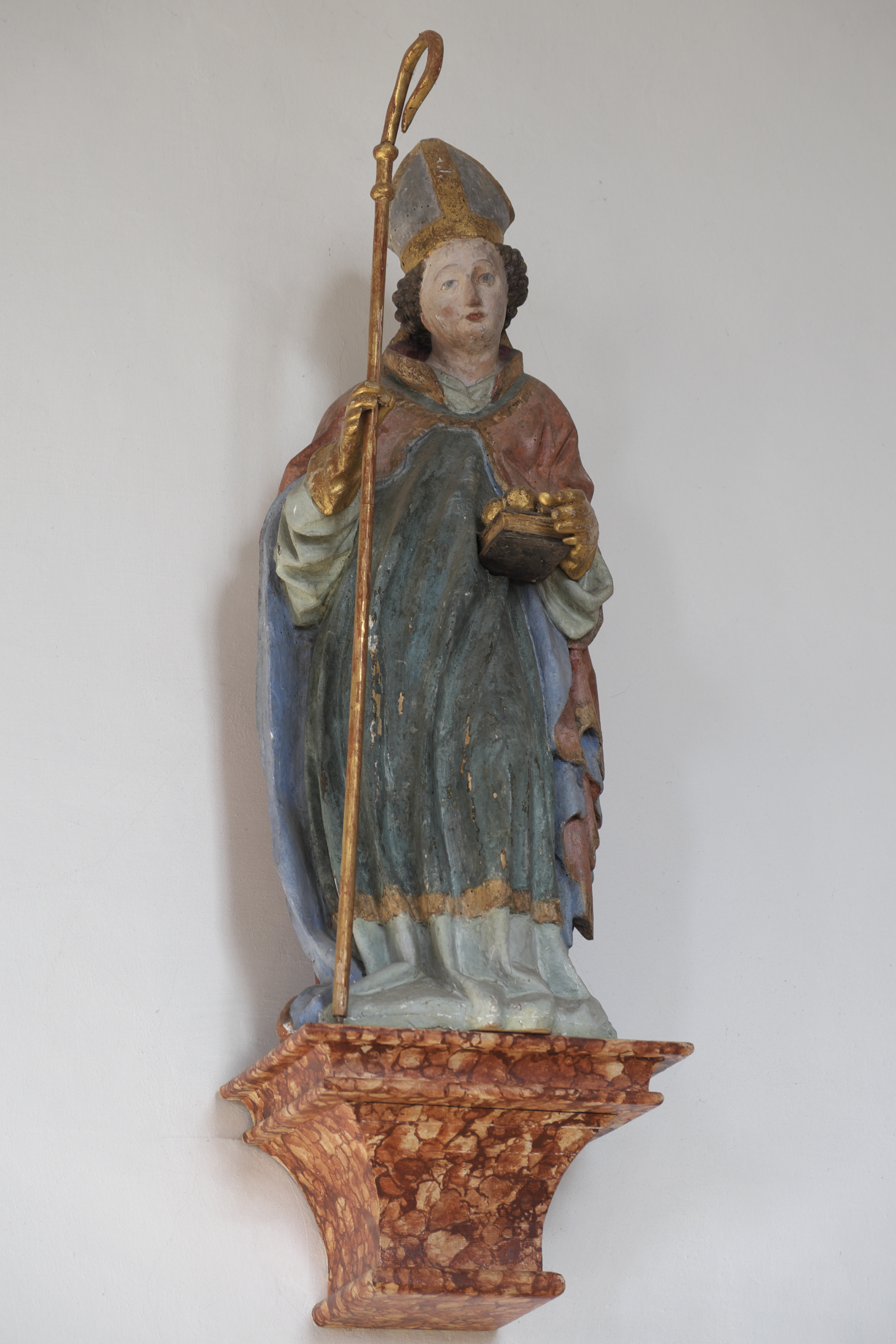
Heiliger Nikolaus, um 1440

Die hölzerne Empore wurde um 1700 geschaffen. Auf der Brüstung sind die zwölf Apostel dargestellt, in der Mitte die Taufe Jesu. Die meisten Apostel sind durch ihre Attribute oder durch die Bildunterschriften zu identifizieren. Die Bilder wurden in späterer Zeit übermalt und 1960 wieder freigelegt.

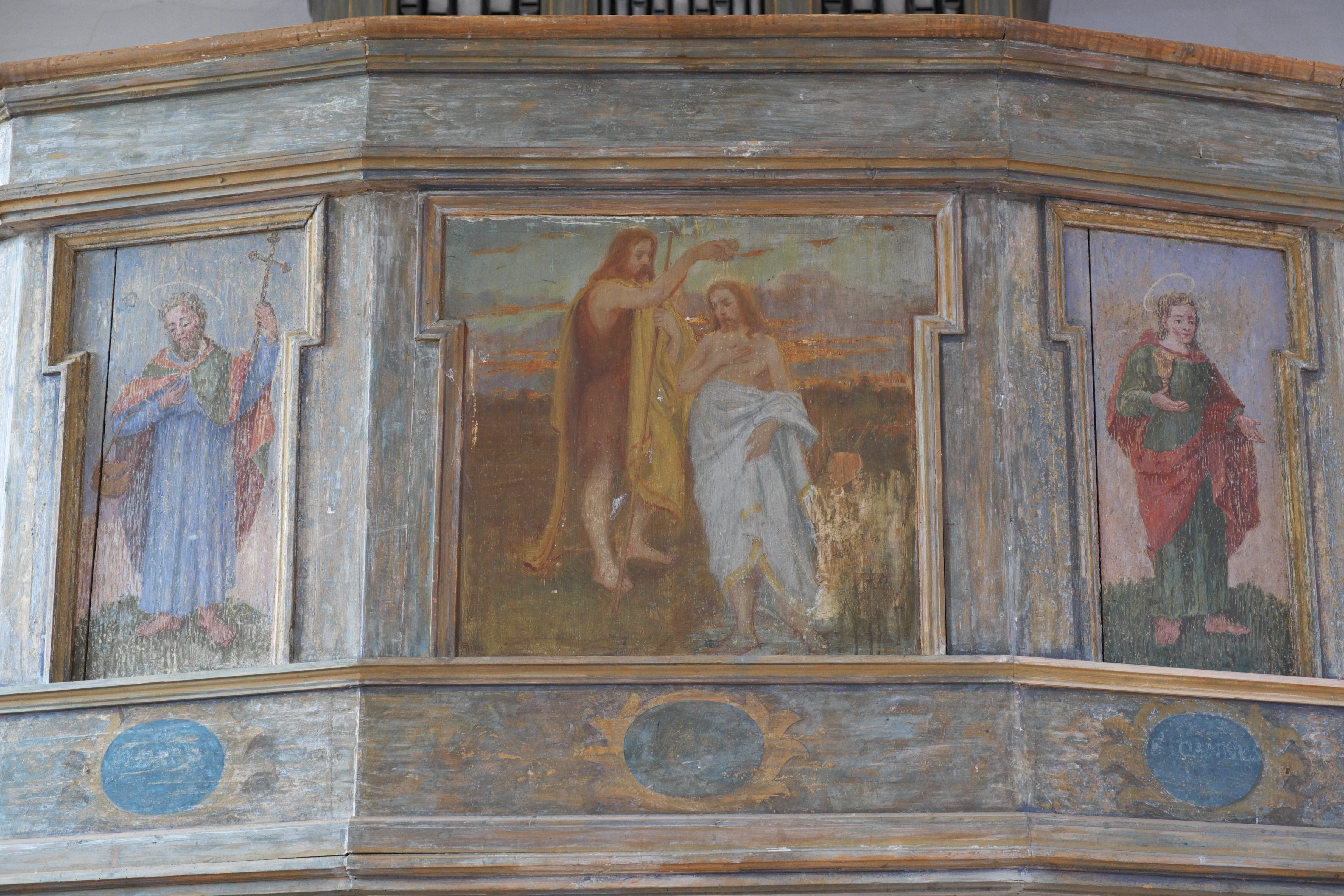
Taufe Jesu, links Jakobus der Ältere (mit Pilgertasche), rechts Apostel Johannes (mit Kelch)
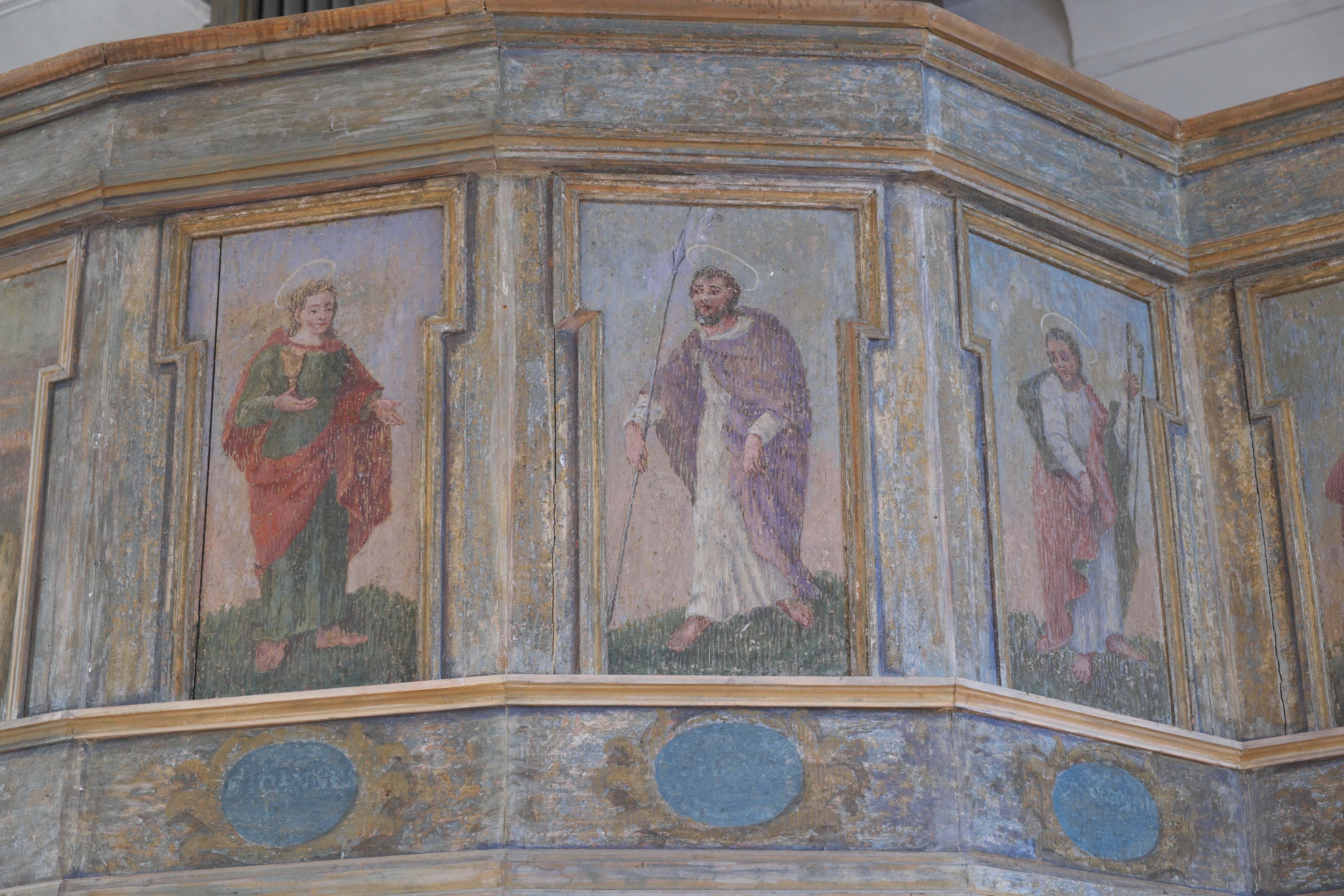
Apostel Johannes (mit Kelch), Thomas (mit Lanze) und Simon (mit Säge)
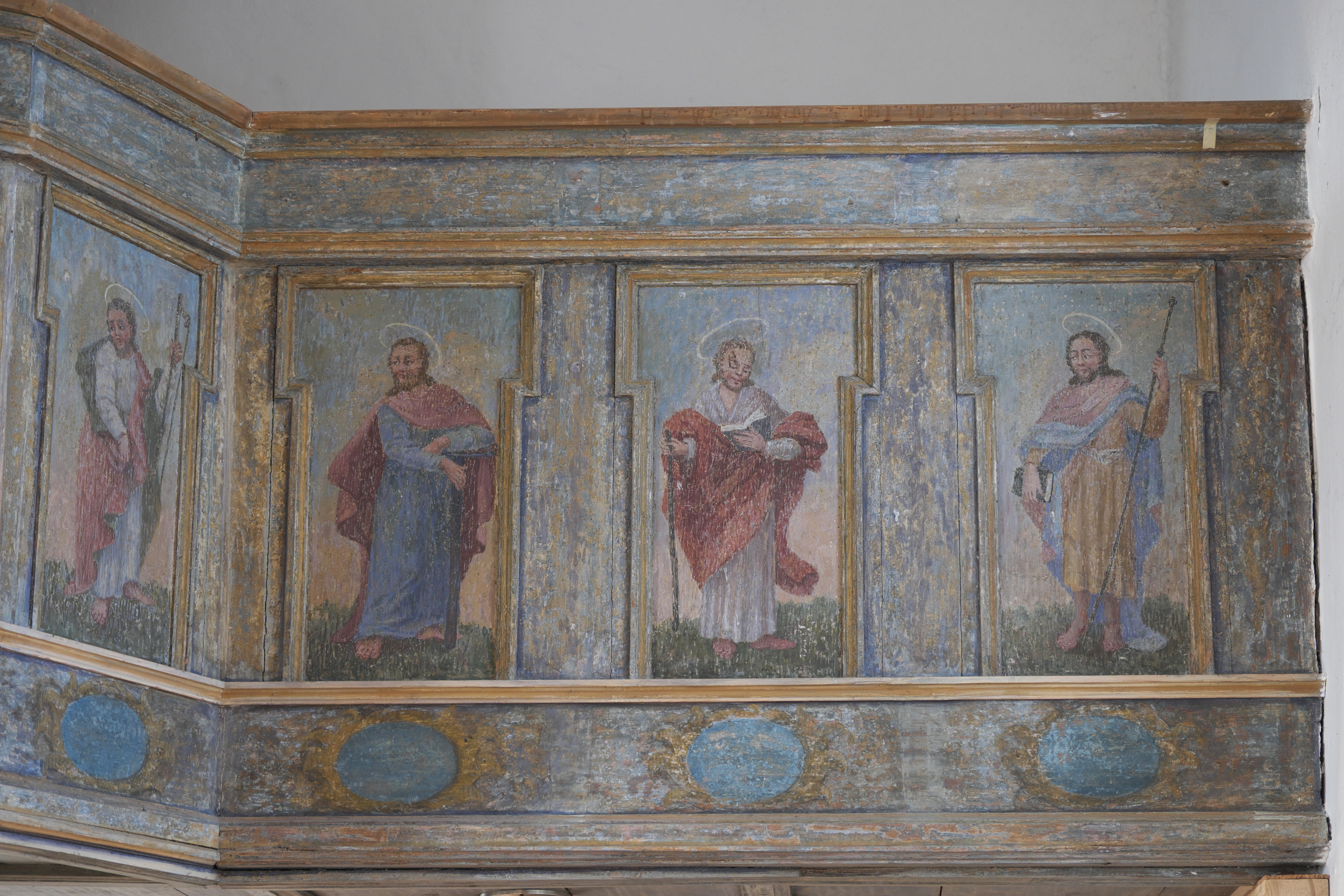
Apostel

## Ausstattung
- Der Hauptaltar wurde um 1760/70 geschaffen, die Schnitzfiguren sind älter und stammen aus dem frühen 18. Jahrhundert. In der Mitte des Altars ist der Schutzpatron der Kirche, Johannes der Täufer, dargestellt. Auf der linken Seite steht seine Mutter, die heilige Elisabeth, rechts vermutlich der heilige Wendelin, der Patron der Hirten und Bauern.
- Im linken Seitenaltar steht eine Figur des heiligen Stephanus aus dem Jahr 1855. Er hält die Märtyrerpalme und die Steine, durch die er sein Martyrium erlitt, in den Händen. Die Figur im Auszug stellt Johannes Nepomuk dar.
- Die Schnitzfigur der stehenden Muttergottes im rechten Seitenaltar wird um 1500 datiert. Sie wurde in barocker Zeit überarbeitet, ihre Krone und das Jesuskind wurden erneuert. Im Auszug ist der heilige Franz Xaver dargestellt.
- Auf einer Konsole im Chor steht die Figur des heiligen Nikolaus, die in die Zeit um 1440 datiert wird. Er hält drei goldene Kugeln in der Hand, die er nach der Legende drei jungen Mädchen aus einer armem Familie geschenkt haben soll, um sie vor der Prostitution zu bewahren.
- Das Kruzifix an der Südseite des Langhauses stammt aus dem 18. Jahrhundert.

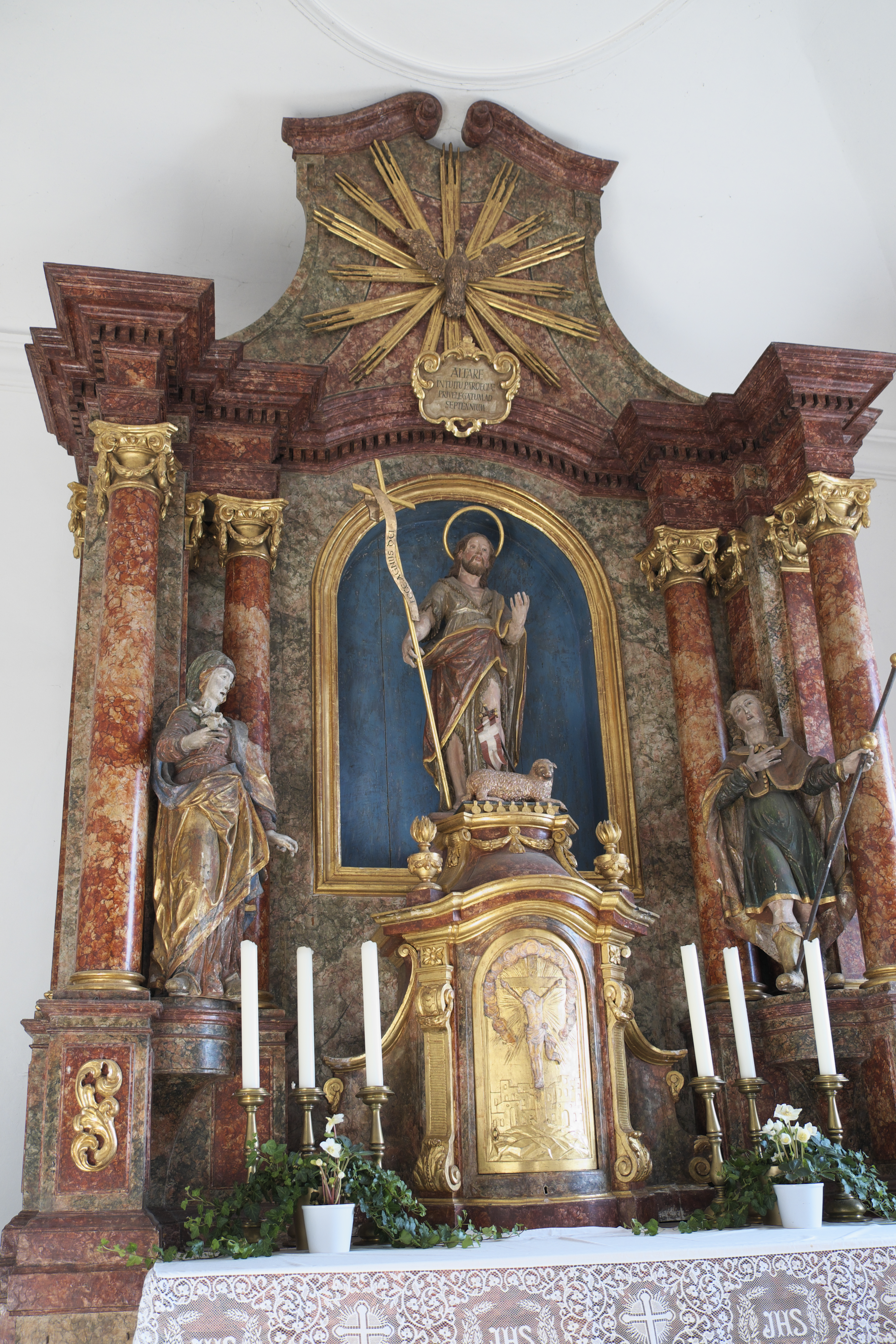
Hauptaltar
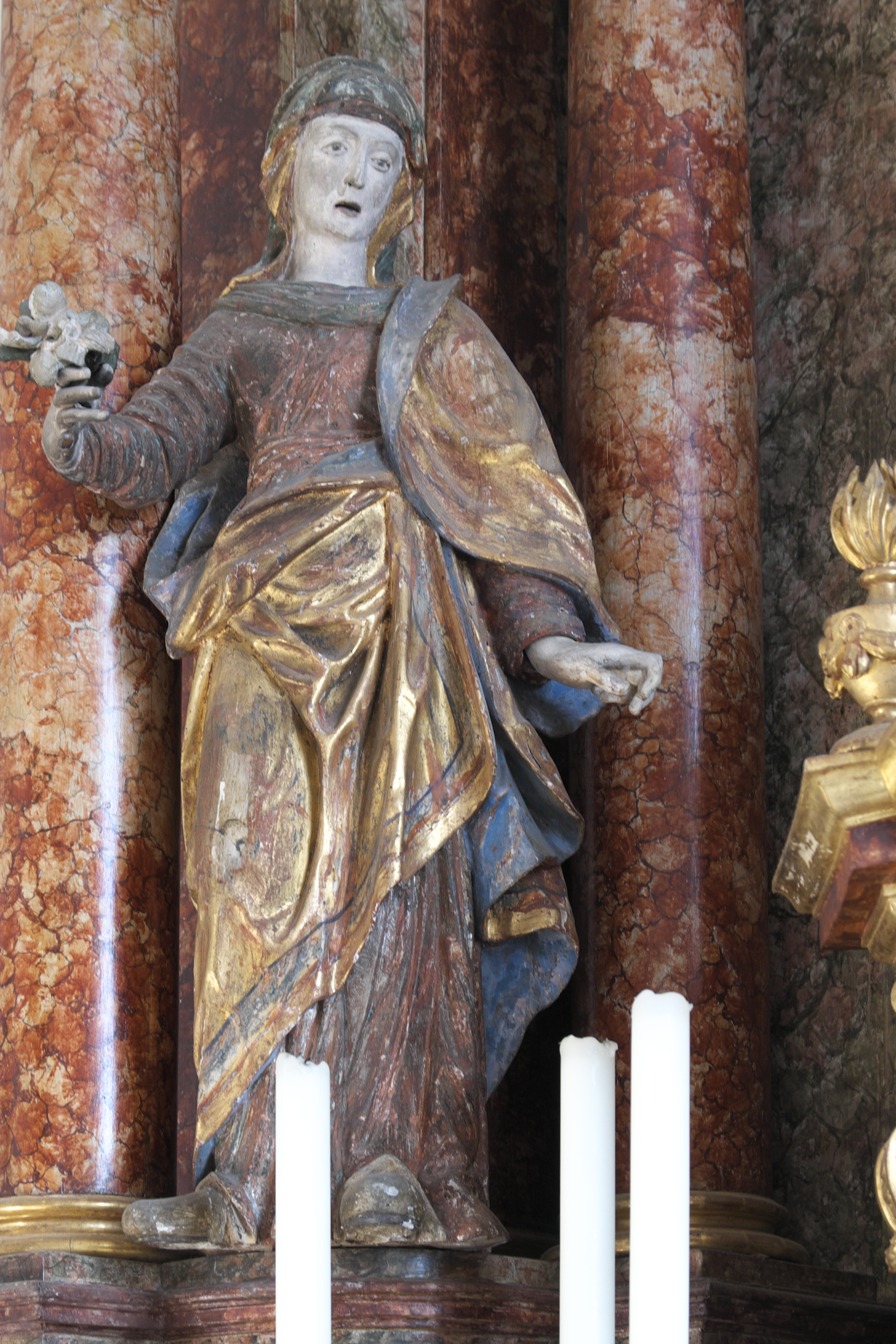
Heilige Elisabeth
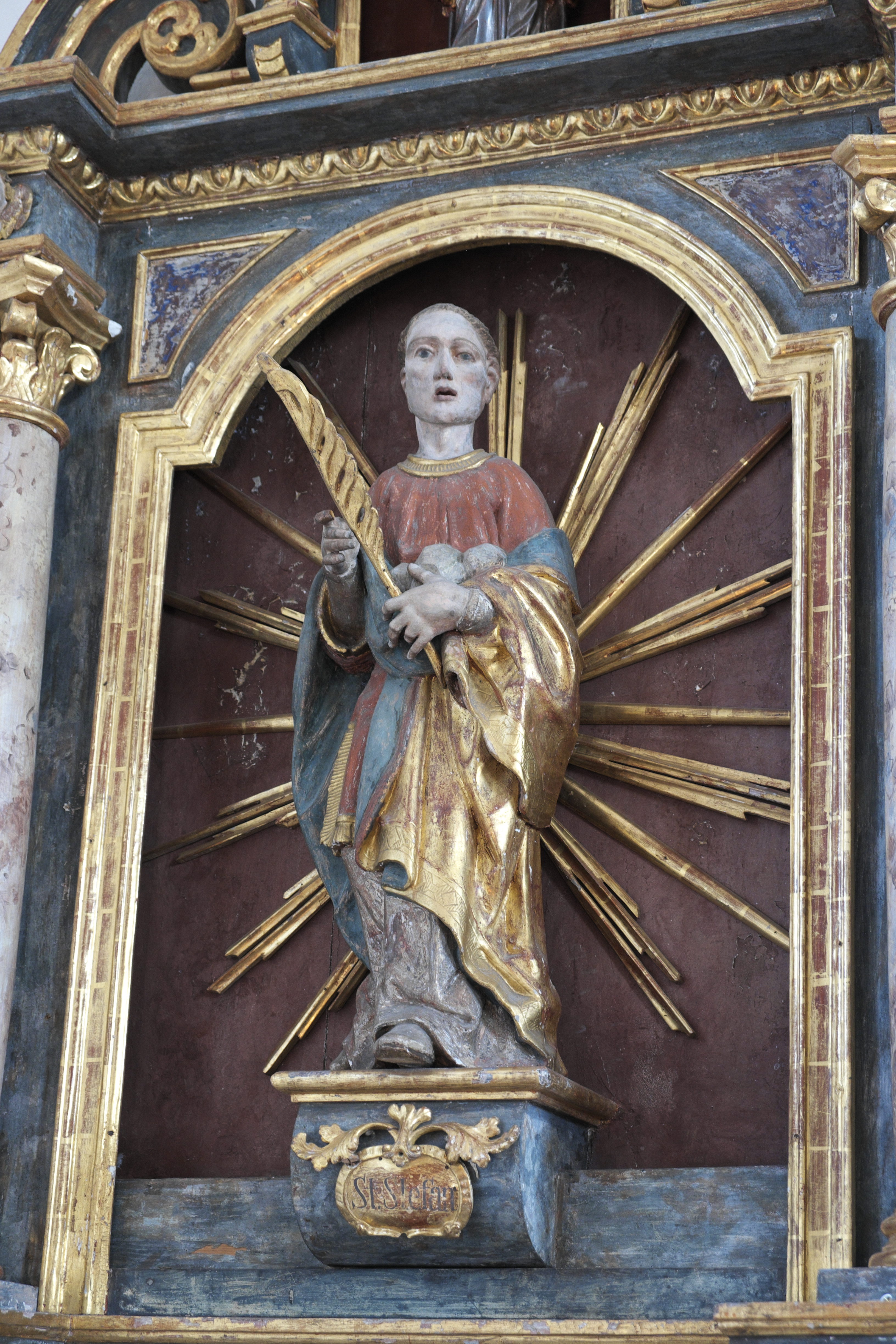
Heiliger Stephanus
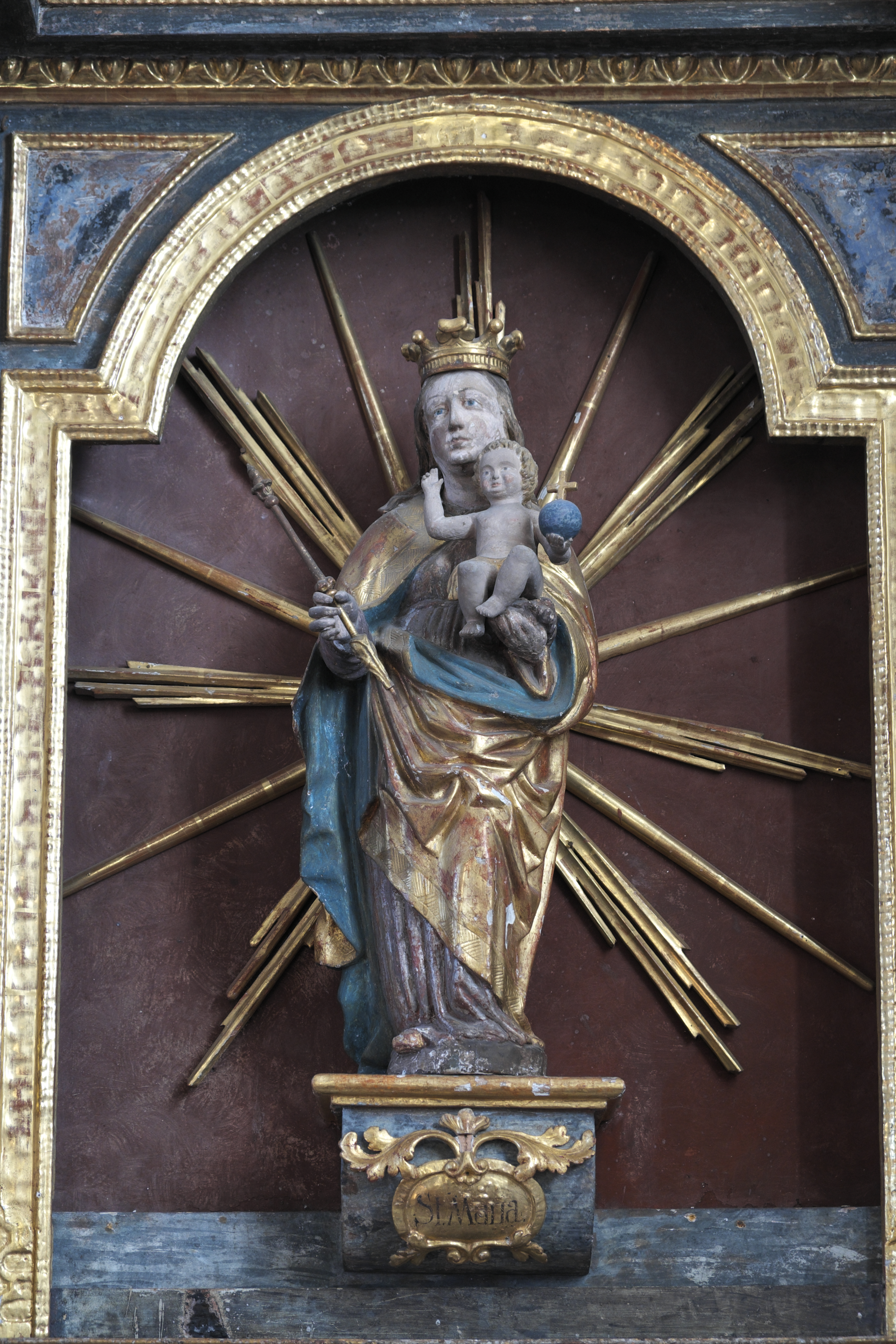
Madonna mit Kind, um 1500